# Чотбаев, Абдыгул Абдрашитович
Абдыгул Абдрашитович Чотбаев (род. 2 декабря 1957, с. Тар-Суу) — советский и киргизский военный, генерал-полковник (2004), первый главнокомандующий Национальной гвардии Кыргызстана (1992—2005).

## Биография
Абдыгул Чотбаев родился 2 декабря 1957 года в селе Тар-Суу, Кеминский район, Чуйская область, став старшим из восьми детей Абдрашита Супатаева и Жаныл Будайчиевой. Отец был токарем и трактористом.
В 1979 году окончил Алма-Атинское высшее общевойсковое командное училище имени И. Конева, после чего был назначен командиром взвода.
В 1979 году в составе 108-й мотострелковой дивизии вошёл в Афганистан, где прослужил полтора года, участвовал в подавлении восстания в Лагмане. С 1981 года служил во Владимирской области.
В 1989 году окончил командный факультет Военной академии имени М. В. Фрунзе (Москва).
После окончания академии служил в Термезе. В 1989 году вернулся на службу в Афганистан. Позже был в боевых командировках в Нагорном Карабахе и Таджикской ССР. До 1992 года был командиром батальона, начальником штаба полка, заместителем командира, командиром полка. В 1993 году присвоено звание генерал-майор.
В 1996 году окончил Институт переподготовки и повышения квалификации кадров Киргизского национального университета по специальности «юриспруденция».
В 1992—2005 годах по приглашению президента Аскара Акаева командовал Национальной гвардией Кыргызстана. В 1999 году руководил Объединённой группировкой Вооружённых Сил Кыргызстана при проведении антитеррористической операции на юге страны в ходе Баткенских событий, когда в страну вторглись узбекские исламисты. В августе 2004 года присвоено звание генерал-полковника. Уволен 24 августа 2005 года по решению Совета Безопасности Кыргызстана.
Параллельно в 1994 году был избран депутатом Бишкекского городского кенеша, в октябре 1999 года избран на второй срок. Член Президиума — председатель постоянной комиссии кенеша по соблюдению законности, правопорядка, обороне, защите прав и интересов граждан. В 2003 году переизбран на третий срок.
В 2000 году был избран депутатом Законодательного Собрания Жогорку Кенеша, по списку от Партии ветеранов войны в Афганистане и других локальных конфликтах. Партия набрала 8,03 % голосов и заняла шестое место, преодолев необходимый 5-процентный барьер. Сам Чотбаев с незначительным отрывом проиграл в 5-м одномандатном округе выборы в депутаты Собрания народных представителей. Не преступив к исполнению обязанностей депутата, отказался от мандата, заявив о наличии «дедовщины» в парламенте.
В 2005 году во время Революции тюльпанов участники протестов схватили и избили Чотбаева вместе с главой президентской администрации. В 2008 году Чотбаев заявил, что хотел взять под арест Президента Акаева накануне революции.
В сентябре 2006 года назначен заместителем председателя Комитета по делам воинов-интернационалистов при Совете глав правительств СНГ. Был председателем правления Киргизского общественного движения ветеранов войны в Афганистане и военных конфликтов «Боевое братство», советником мэра Бишкека.
С 2013 года работал в системе безопасности сотовой компании «Мегаком».
В ноябре 2019 года Чотбаева обвинили в сексуальных домогательствах, сам Чотбаев ответил, что потерпевшей вовсе не существует. В 2020 году ему приписывали идеи о присоединении Кыргызстана к России, Чотбаев ответил, что говорил только о сотрудничестве.
В 2023 году мэр Бишкека лишил Чотбаева квартиры, полученной им в 2009 году. Причиной послужило нецелевое использование жилья — там находилась точка продажи велосипедов.

## Награды
- Орден «Манас» III степени (13 ноября 1999) — за личное мужество и героизм, проявленные при защите Отечества в борьбе с международными террористами, образцовое выполнение воинского и служебного долга[12]
- Орден «Данакер» (7 февраля 2004) — за большую военно-патриотическую работу и значительный вклад в развитие республиканского движения ветеранов войны в Афганистане[13]
- Орден Дружбы (Россия, 2010)
- Два ордена Красной Звезды
- Медаль «В память 10-летия вывода советских войск из Афганистана» (Белоруссия, 15 февраля 2005) — за большой личный вклад в развитие и укрепление взаимодействия движений ветеранов войны в Афганистане Республики Беларусь и государств — участников Содружества Независимых Государств, стран Балтии[14]
- Грамота Президиума Верховного совета СССР
- Награждён шестью медалями СССР, афганскими медалями «За отличие в службе»
- Медаль «Воину-интернационалисту от благодарного афганского народа»
- Медаль «70-лет МВД Кыргызстана»
- Медаль «Манас-1000»
- Именное оружие
- Первый кавалер общественного российского ордена «Щит Отечества» (апрель 2004)
- Почётный гражданин Бишкека[15]

## Семья
Жена — Светлана Абдыкадыровна (1956 г. р.), старший прапорщик запаса. Дети: сыновья Руслан и Рустам; дочери Зуура и Анастасия.